# The One I Love (R.E.M.)
"The One I Love" is een nummer van de Amerikaanse band R.E.M. Het nummer werd uitgebracht op hun album Document uit 1987. In augustus van dat jaar werd het nummer op vinylsingle uitgebracht als de eerste single van het album. In november 1991 werd het nummer in Europa opnieuw op cd-single uitgebracht.

## Achtergrond
"The One I Love" wordt op radiozenders vaak aangevraagd als liefdeslied, wat kan worden herleid tot een verkeerde interpretatie van de regel "This one goes out to the one I love" ("dit (lied) gaat uit naar degene die ik liefheb"). In de rest van de tekst wordt deze interpretatie echter ontkend en wordt een donkerder thema aangesproken; "A simple prop to occupy my time" ("een dingetje om mijn tijd mee te verdoen"). Het nummer kent drie coupletten, waarbij de eerste twee identiek aan elkaar zijn en in het derde couplet de regel "A simple prop" is veranderd in "Another prop". Het refrein bestaat enkel uit het woord "fire", wat herhaald wordt terwijl basgitarist Mike Mills op de achtergrond de regel "She's coming down on her own now, coming down on her own" ("Ze moet zelf nu zelf redden") zingt.
Zanger Michael Stipe zei in een interview met het tijdschrift Rolling Stone in 1987 over "The One I Love": "Ik zet mezelf altijd vrij open voor interpretatie. Het is misschien beter dat zij op dit punt denken dat het gewoon een liefdesliedje is." In een interview met het magazine Musician een jaar later zei hij echter dat het nummer "ongelofelijk gewelddadig" is en dat het "erg duidelijk is dat het gaat over het opnieuw en opnieuw gebruiken van mensen".
"The One I Love" betekende de eerste mainstreamhit voor R.E.M.; de plaat bereikte in thuisland de VS de 9e positie in de Billboard Hot 100  en piekte op positie 14 in Canada.
In Nederland werd de plaat regelmatig gedraaid op Radio 3 en betekende het de eerste hitnotering van de groep in destijds één van de twee landelijke hitlijsten op de nationale publieke popzender. De plaat piekte op een 69e positie in de Nationale Hitparade Top 100. In de Nederlandse Top 40 werd géén notering behaald. De plaat bleef steken in de Tipparade. In de Europese hitlijst op Radio 3, de TROS Europarade, werd géén notering behaald, aangezien deze lijst op donderdag 25 juni 1987 voor de laatste keer werd uitgezonden.
In België werd géén notering behaald in zowel de beide Vlaamse hitlijsten als de Waalse hitlijst.
In 1991 werd het nummer opnieuw op cd-single uitgebracht in Europa, waarbij de 16e positie behaalde werd in het Verenigd Koninkrijk en de 5e in Ierland. 
In Nederland bereikte deze heruitgave de Tipparade van de Nederlandse Top 40 en kwam de single opnieuw in de Nationale Top 100 terecht, nu op een 79e positie. 
De videoclip van het nummer is geregisseerd door Robert Longo. Daarnaast is het nummer gebruikt in de videogames Guitar Hero: World Tour, Guitar Hero on Tour: Decades en Rock Band 4.

## Hitnoteringen

### Nationale Hitparade Top 100
| Hitnotering week 1 t/m 4: 17-10-1987 t/m 07-11-1987 Hitnotering week 5 t/m 8: 26-10-1991 t/m 16-11-1991 | Hitnotering week 1 t/m 4: 17-10-1987 t/m 07-11-1987 Hitnotering week 5 t/m 8: 26-10-1991 t/m 16-11-1991 | Hitnotering week 1 t/m 4: 17-10-1987 t/m 07-11-1987 Hitnotering week 5 t/m 8: 26-10-1991 t/m 16-11-1991 | Hitnotering week 1 t/m 4: 17-10-1987 t/m 07-11-1987 Hitnotering week 5 t/m 8: 26-10-1991 t/m 16-11-1991 | Hitnotering week 1 t/m 4: 17-10-1987 t/m 07-11-1987 Hitnotering week 5 t/m 8: 26-10-1991 t/m 16-11-1991 | Hitnotering week 1 t/m 4: 17-10-1987 t/m 07-11-1987 Hitnotering week 5 t/m 8: 26-10-1991 t/m 16-11-1991 | Hitnotering week 1 t/m 4: 17-10-1987 t/m 07-11-1987 Hitnotering week 5 t/m 8: 26-10-1991 t/m 16-11-1991 | Hitnotering week 1 t/m 4: 17-10-1987 t/m 07-11-1987 Hitnotering week 5 t/m 8: 26-10-1991 t/m 16-11-1991 | Hitnotering week 1 t/m 4: 17-10-1987 t/m 07-11-1987 Hitnotering week 5 t/m 8: 26-10-1991 t/m 16-11-1991 | Hitnotering week 1 t/m 4: 17-10-1987 t/m 07-11-1987 Hitnotering week 5 t/m 8: 26-10-1991 t/m 16-11-1991 | Hitnotering week 1 t/m 4: 17-10-1987 t/m 07-11-1987 Hitnotering week 5 t/m 8: 26-10-1991 t/m 16-11-1991 |
| Week | 1 | 2 | 3 | 4 | | 5 | 6 | 7 | 8 | |
| --- | --- | --- | --- | --- | --- | --- | --- | --- | --- | --- |
| Positie                                                                                                 | 71 | 69 | 90 | 95 | uit | 88 | 77 | 72 | 79 | uit |

### NPO Radio 2 Top 2000
| Nummer met noteringen in de NPO Radio 2 Top 2000 | '00 | '01 | '02 | '03 | '04 | '05 | '06 | '07 | '08 | '09 | '10 | '11 | '12 | '13 | '14 | '15 | '16 | '17 | '18  | '19  | '20  | '21  | '22  | '23  | '24  |
| ------------------------------------------------ | --- | --- | --- | --- | --- | --- | --- | --- | --- | --- | --- | --- | --- | --- | --- | --- | --- | --- | ---- | ---- | ---- | ---- | ---- | ---- | ---- |
| The One I Love                                   | 241 | -   | 493 | 468 | 470 | 662 | 598 | 858 | 612 | 572 | 535 | 564 | 819 | 642 | 760 | 786 | 946 | 825 | 1136 | 1215 | 1343 | 1297 | 1384 | 1530 | 1764 |

1. ↑  Een '-' betekent dat het nummer niet was genoteerd en een vetgedrukt getal geeft de hoogste notering aan.
2. ↑  2000 was het eerste jaar met een notering voor dit nummer.